# Hugon ze św. Wiktora
Hugo (Hugon) ze św. Wiktora CRSA, (ur. w 1096 w Saksonii, zm. 11 lutego 1141 w Paryżu) – średniowieczny filozof, teolog, kanonik regularny św. Augustyna, autor traktatów mistycznych, w latach 1125–1141 stał na czele szkoły wiktorynów w Paryżu o orientacji platońsko-augustyńskiej. Nauczyciel Ryszarda ze św. Wiktora.

## Poglądy
Hugon przyjmował postawę chrześcijańskiego sokratyzmu, uznając istotę doskonałego dobra w dążeniu do mądrości. Umiłowanie mądrości nazywał filozofią. Człowiek jest z natury zdolny do poszukiwania mądrości dzięki najwyższej z trzech obecnych w nim sił: ratio (rozum). Człowiek ma w sobie także dwie niższe siły: wspólną z roślinami i wspólną ze zwierzętami. "Rozum" wyróżnia go w świecie stworzeń (Didascalion I,4 PL 176, 744 A). Jako istota duchowo-cielesna człowiek jest postawiony pośrodku stworzenia: positus est in medio homo (De sacramentis christianae fidei I, 2.1 (PL 176,205 D). Hugon reprezentował augustyński pogląd na duszę ludzką, uznając, że jest ona niematerialnym, jednostkowym bytem. Będąc nieśmiertelna współtworzy naturę człowieka poprzez związek z ciałem. Złożoność ta nie może być uznawana za niedoskonałość. Przeciwnie, płyną z niej szczególne możliwości i zadania człowieka.
W kwestii sporu o uniwersalia Hugon był zwolennikiem koncepcji Piotra Abelarda, czyli opowiadał się za koncepcją abstrakcji pojęć z terminów jednostkowych.
Teologię mistyczną Hugona inspirowała myśl Augustyna z Hippony oraz dzieło Hierarchia niebiańska Pseudo-Dionizego Areopagity. Zasadnicze elementy augustyńskiej inspiracji widoczne są w jego koncepcji mistyki jako skutku łaski, oraz w wysuwaniu miłości na plan pierwszy w działalności intelektualnej – uznawał ją za cel studiowania. Kontynuatorem Hugona był św. Bonawentura.

## Dzieła
- Didascalicon de studio legendi w: PL 176, 737 – 812; nowe stanowisko, różne od św. Bernarda z Clairvaux o równoległości poznania przez rozum i objawienie; także, myśl o naturze jako "rękopisie Bożym".
- De institutione novitiorum, w: PL CLXXVI, 925 – 952
- Epitome Dindinmi in philosophiam, w: R. Baron, Hugonis de Sancto Victori Opera propedeutica, Notre Dame, 1966
- De grammatica, w: R. Baron, Hugonis de Sancto Victori Opera propedeutica, Notre Dame, 1966
- Practica geometriae, w: R. Baron, Hugonis de Sancto Victori Opera propedeutica, Notre Dame, 1966
- Descriptio mappae mundi, w: P. Gauthier-Dalché, La "Descriptio mappae mundi" de Hugues de Saint-Victor. Texte inédit avec introduction et commentaire, Parigi 1988
- Chronicon, inedito
- De Scripturis et scriptoribus sacris, w: PL CLXXV, 9-28;[O pismach i pisarzach świętych] – Hugo rozróżnia tu 'cztery rodzaje sensu', (zwłaszcza sens dosłowny wobec sensu alegorycznego), według których należy rozumieć Pismo Święte;
- Annotationes in Pentateuchon, w: PL CLXXV, 29-86
- Annotationes in libros Iudicum et Ruth, w: PL CLXXV, 87-96
- Annotationes in libros Regum, w: PL CLXXV, 95-114
- Homiliae in Ecclesiasten, w: PL CLXXV, 113-256
- Expositio super Psalmos, w: PL CLXXVII, 589-634
- Expositio super Threnos, w: PL CLXXV, 255-322
- Institutiones in Decalogum, w: PL CLXXVI 9-14
- Eulogium sponsi et sponsae, w: PL CLXXVI, 987-994
- In canticum beatae Mariae, w: PL CLXXV, 413-432
- De oratione dominica, w: PL CLXXV, 774-789
- De assumptione beatae Mariae, w: PL CLXXVII, 1209-1222
- Commentarius in Hierarchiam coelestem, w: PL CLXXV, 923-1154
- Dialogus de sacramentis legis naturalis et scriptae, w: PL CLXXVI, 17-42
- Sententiae de divinitate, w: A. M. Piazzoni, Ugo di San Vittore 'auctor' della "Sententiae de divinitate, Studi Medievali, 23 (1982)
- De sacramentis christianae fidei, w: PL CLXXVI, 173-618; [O sakramentach wiary chrześcijańskiej], pisane około 1136-1141, pierwsza wielka summa teologii średniowiecznej, stwierdza tu status działań określanych mianem sakramentów kościelnych jako narzędzi Bożego planu zbawczego.
- De verbo Dei, w: Pl CLXXVII, 289-294
- De quatuor voluntatibus, w: PL CLXXVI, 941-846
- De Verbo incarnato collationes, w: PL CLXXVII, 320-324
- De sapientia Christi, w: PL CLXXVI, 845-856
- De tribus diebus, w: PL CLXXVI, 811-838
- De potestate et voluntate Dei uta maior sit, w: PL CLXXVI, 839-842
- De beatae Mariae verginitate, w: PL CLXXVI, 857-876
- De tribus rerum subsistentiis, w: C. H. Buttimer, Hugonis de Sancto Victore Didascalicon De studio legendi. A critical Text, Washington 193
- De arca Noe morali, w: PL CLXXVI, 617-680
- De arca Noe mystica, w: PL CLXXVI, 681-704
- De vanitate mundi, w: PL CLXXVI, 703-740
- De septem donis Spiritus sancti, w: PL CLXXV, 410-414; [O siedmiu darach Ducha Świętego]
- De quinque septenis, w: PL CLXXV, 405-410
- De unione corporis et spiritu, w: PL CLXXVII, 285-289; [O jedności ciała i ducha]
- De meditatione, w: PL CLXXVI, 993-998; [O medytacji]
- De virtute orandi, w: PL CLXXVI, 977-988; [O cnocie modlitwy]
- De substantia dilectionis, w: PL CLXXVI, 15-18
- De laude caritatis, w: PL CLXXVI, 696-976; [O pochwale miłości bliźniego]
- Soliloquium de arrha animae, w: PL CLXXVI, 951-970
- Epistolae duae ad Ranulphum de Mauriaco, w: PL CLXXVI, 1011
- Epistola ad Iohannem Hispalensem, w: PL CLXXVI, 1014
- Miscellanea, w: PL CLXXVII, 469-590